# Botswana International 2022
Die Botswana International 2022 im Badminton fanden vom 24. bis zum 27. November 2022 im Lobatse Stadium in Lobatse statt. 

## Sieger und Platzierte
| Disziplin    | Gold                                | Silber                        | Bronze                         |
| ------------ | ----------------------------------- | ----------------------------- | ------------------------------ |
| Herreneinzel | Bahaedeen Ahmad Alshannik           | Dmitriy Panarin               | Adham Hatem Elgamal            |
| Herreneinzel | Bahaedeen Ahmad Alshannik           | Dmitriy Panarin               | Anuoluwapo Juwon Opeyori       |
| Dameneinzel  | Johanita Scholtz                    | Kim Schmidt                   | Nour Ahmed Youssri             |
| Dameneinzel  | Johanita Scholtz                    | Kim Schmidt                   | May Myat Noe Oo                |
| Herrendoppel | Artur Niyazov Dmitriy Panarin       | Jarred Elliott Robert Summers | Mwanza Edward Timothy Kafunda  |
| Herrendoppel | Artur Niyazov Dmitriy Panarin       | Jarred Elliott Robert Summers | Cedwyn Mosweu Keone Olatoste   |
| Damendoppel  | Amy Ackerman Deidre Laurens Jordaan | Lorna Bodha Kobita Dookhee    | Tessa Kabelo Tebogo Ndzinge    |
| Damendoppel  | Amy Ackerman Deidre Laurens Jordaan | Lorna Bodha Kobita Dookhee    | Grace Gabriel Ramatu Yakubu    |
| Mixed        | Jarred Elliott Amy Ackerman         | Adham Hatem Elgamal Doha Hany | Caden Kakora Johanita Scholtz  |
| Mixed        | Jarred Elliott Amy Ackerman         | Adham Hatem Elgamal Doha Hany | Dmitriy Panarin Aisha Zhumabek |